# Jorge Isasi
Jorge Manuel Isasi (Paraguay) es un futbolista paraguayo. Juega de defensa y actualmente milita en Santiago Morning de la Primera B de Chile. 

## Trayectoria
Pese a ser paraguayo, inició su carrera en Chile militando por Unión Temuco, aunque no alcanzó a jugar un solo minuto por ese club. Al año siguiente, militó en el Real Potosí de Bolivia, donde tuvo una breve participación. En el 2012 regresó a Chile, pero para jugar en su actual club, Santiago Morning y su primer gol con la camiseta del "Chaguito", fue ante Ñublense en el empate 1 a 1, por el presente Torneo de Apertura de la Primera B 2012.

## Clubes
| Club             | País    | Año             |
| ---------------- | ------- | --------------- |
| Unión Temuco     | Chile   | 2010            |
| Real Potosí      | Bolivia | 2011            |
| Santiago Morning | Chile   | 2012 - Presente |